# Maddalena Cerasuolo
Maddalena Cerasuolo, detta Lenuccia (Napoli, 3 febbraio 1920 – Napoli, 23 ottobre 1999), è stata una patriota, antifascista e operaia italiana.
È ricordata soprattutto per aver partecipato attivamente e con un ruolo significativo all'insurrezione popolare contro l'esercito tedesco, che si svolse a Napoli dal 27 al 30 settembre 1943, passata alla storia con il nome di Quattro giornate di Napoli, che valse alla città la Medaglia d'oro al valor militare per la Resistenza. La sua partecipazione alla guerra di liberazione italiana le venne riconosciuta con l'assegnazione dell'onorificenza di Medaglia di Bronzo al Valor Militare.

## Biografia

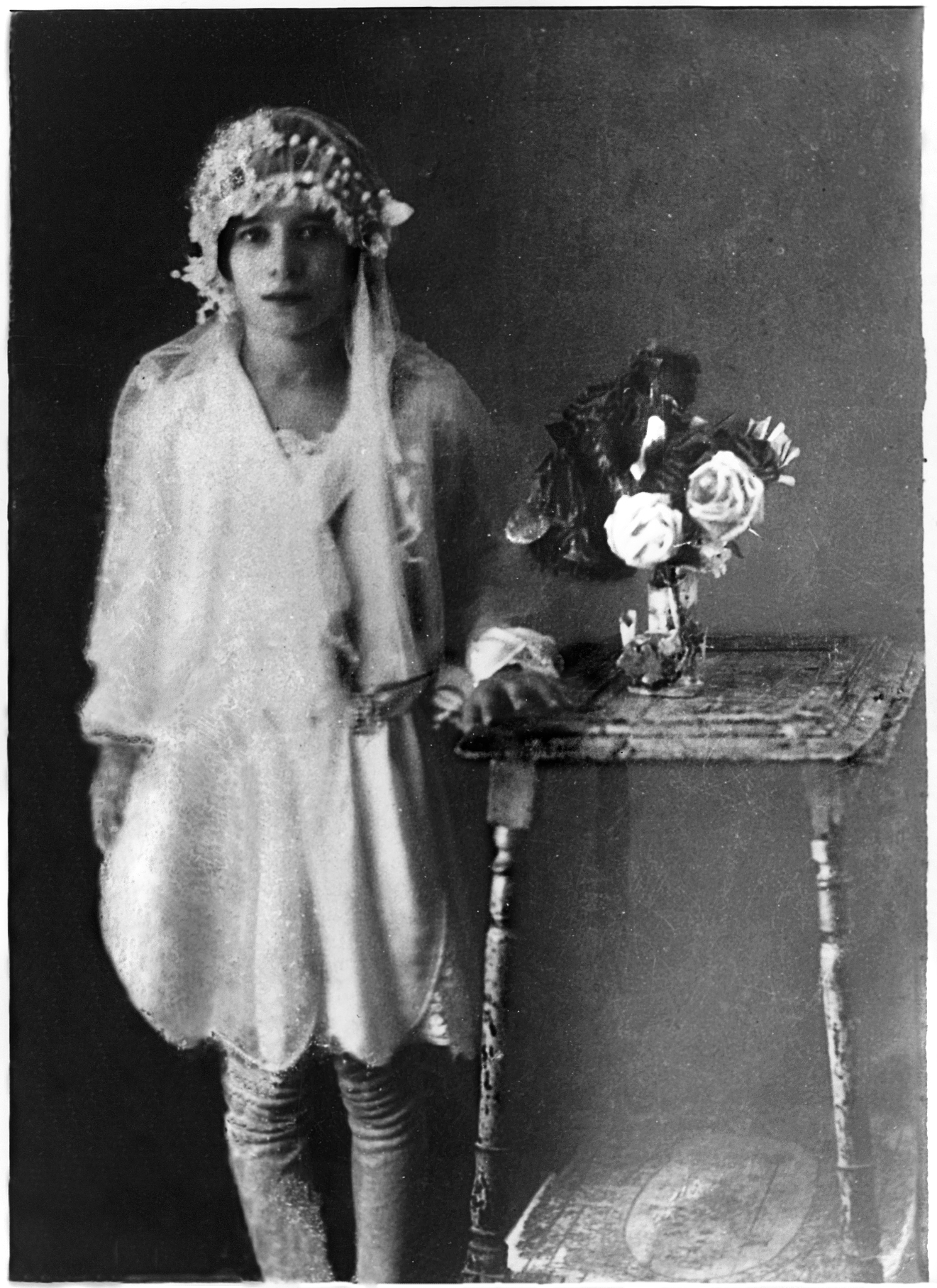
Maddalena Cerasuolo il giorno della prima comunione

La vita di Maddalena, come quella della maggior parte dei suoi coetanei, è divisa in due dallo scoppiare della seconda guerra mondiale, che tuttavia le permise di distinguersi nelle file della Resistenza e come agente segreto collaborando con il Regno Unito.
Dopo la guerra continuò a vivere a Napoli fino alla morte nel 1999, sposandosi a nome Morgese e dando al mondo quattro figli: Carlo, Gaetana, Gennaro e Patrizia.

### Primi anni e origini familiari

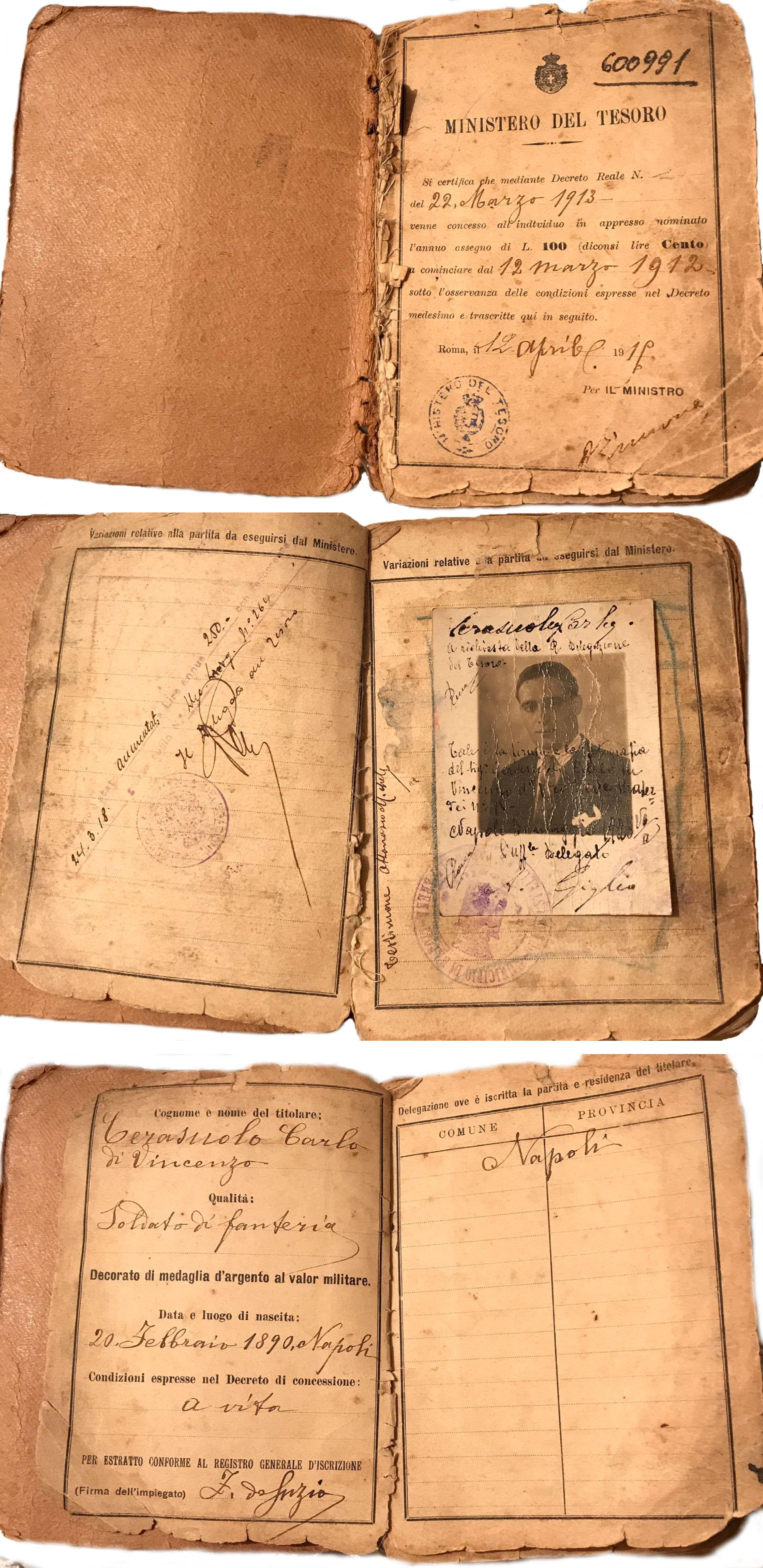
Libretto di onorificenza militare del padre, Carlo Cerasuolo

Di origini popolari, figlia di Annunziata Capuozzo e Carlo Cerasuolo, vive la sua gioventù nella casa di vico Neve, nel quartiere Stella di Napoli assieme alle sue cinque sorelle Titina, Maria, Anna, Dora, Rosaria e ai due fratelli Giovanni e Vincenzo.
Il padre Carlo, pur partecipando negli anni 1910 alla guerra italo-turca e al primo conflitto mondiale come cuoco, venne pluri-decorato al valor militare "Per aver difeso il campo lottando come un leone e con l'ausilio delle sole mani, contro il nemico armato". È inoltre ricordato nell'albo del Istituto Nazionale del Nastro Azzurro per aver raggiunto − volontariamente e già precedentemente ferito − la propria compagnia militare presa in un assalto e aver combattuto il nemico con la baionetta, nei pressi di Bengasi. Per questi meriti ricevette la medaglia d'argento al valor militare e una pensione a vita di 100 lire annue dal 12 marzo 1912, aumentato a 250 lire il 24 marzo 1918.
Questi partecipò poi alla Resistenza, fu schedato e più volte incarcerato per atti di resistenza al fascismo, per poi unirsi agli scontri armati a seguito dell'Armistizio, quando anche Maddalena si propose di seguirlo pur contro la sua volontà. Durante la seconda guerra mondiale venne inizialmente assunto dall’Ansaldo per gestirne la mensa, in seguito rimase disoccupato, così allestì una attività ambulante in cui preparava e vendeva pizze fritte.
La madre Annunziata venne assunta come aiuto-cuoco dall’Ansaldo al seguito del marito, similmente fecero Maddalena e le sorelle Maria ed Anna che furono assunte come cameriere nella stessa mensa. Successivamente la moglie lo affiancò nella gestione della sua nuova attività. L'educazione che impose ai figli venne percepita come molto severa e protettiva, contraria ai nuovi costumi che andavano diffondendosi, come l'emancipazione femminile, nonché la passione per il cinema.
Maddalena, allo scoppiare della guerra già ventenne, era impiegata come operaia “apparecchiatrice di scarpe”.

### Avvicinamento alla Resistenza

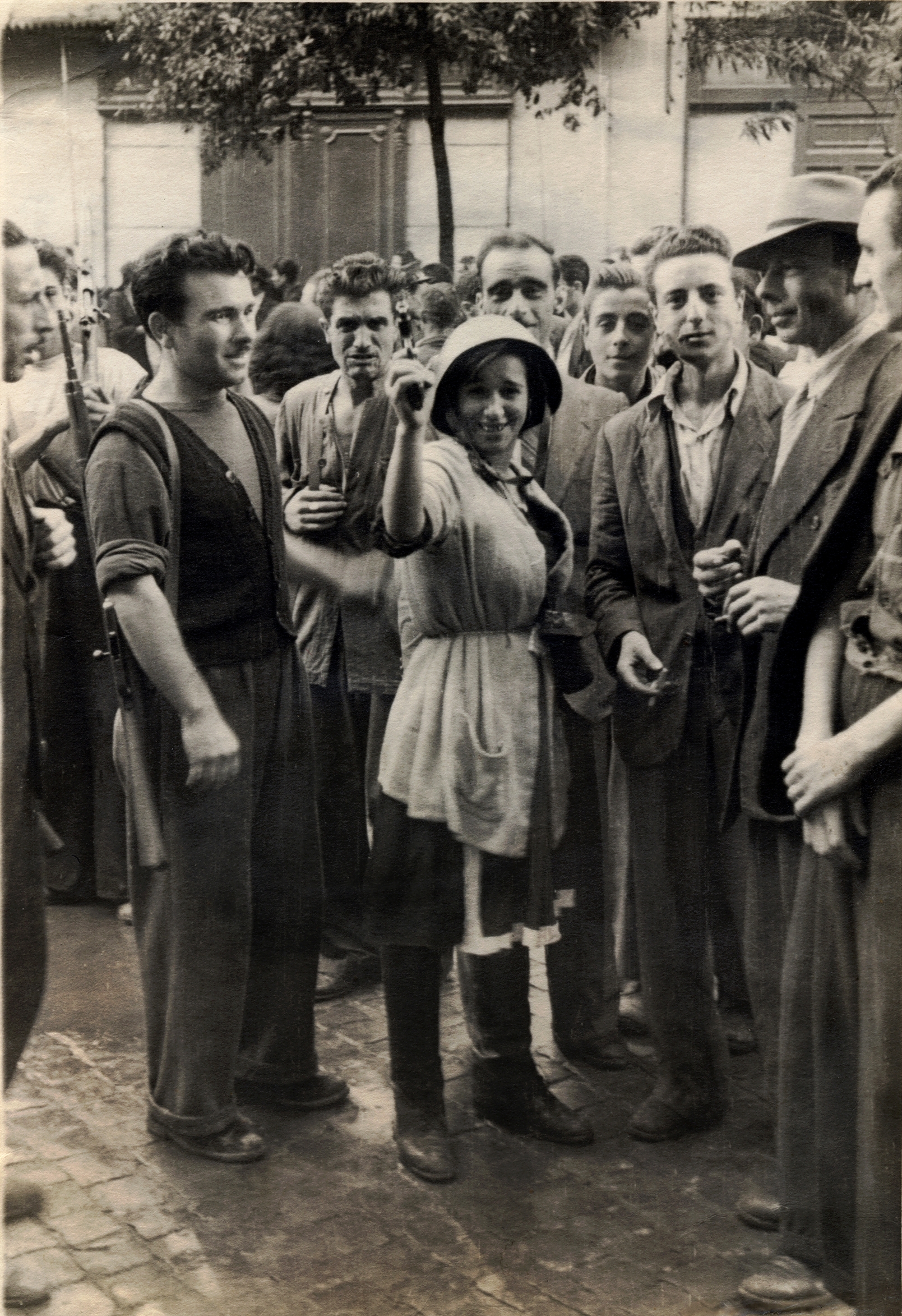
Maddalena Cerasuolo e Antonio Amoretti (alla sua destra, in giacca senza cappello e con una sigaretta tra le dita) armati in attesa di entrare in azione a Via Santa Teresa degli Scalzi angolo Vico della Purità, Napoli, 30 settembre 1943

I giorni seguenti il proclama d'Armistizio dell'8 settembre 1943 ed dello sbarco Alleato a Salerno, si unì volontariamente al gruppo dei "cercatori d'armi", alla ricerca di armi presso caserme dei Carabinieri e simili punti.
Si distinse inizialmente in occasione degli scontri armati avvenuti nel quartiere Materdei per impedire che i tedeschi depredassero una fabbrica di scarpe in vico delle Trone, nella quale erano stati asserragliati minacciando di far esplodere delle cariche che avrebbero distrutto la fabbrica e le palazzine circostanti. Così si offrì di andare in avanscoperta solitaria per calcolare l'entità delle forze tedesche e, in seguito, di parlamentare con gli ufficiali nazisti consegnando una richiesta scritta di resa con consegna delle armi, nonostante il rischio che non le fossero riconosciuti da parte tedesca i diritti sanciti dalle Convenzioni di Ginevra.
Maddalena Cerasuolo, inoltre, partecipò allo scontro armato contro i guastatori tedeschi in difesa del Ponte della Sanità con i partigiani dei rioni Materdei e Stella guidati dal padre Carlo Cerasuolo, dal sottotenente Dino Del Prete e dall'ufficiale dei Vigili del fuoco Vinicio Giacomelli, contribuendo così a conservare l'integrità di un'importante via di accesso alla città, nonché ramo di alimentazione dell'acquedotto napoletano. Il ponte era stato minato in un tombino al centro del ponte, Maddalena partecipò per la prima volta armata di fucile.
Ricevette per questo episodio una medaglia di bronzo al valor militare e fu invitata a Palazzo Reale dal generale Montgomery, che la abbracciò e baciò.

### Collaborazione con i servizi segreti britannici

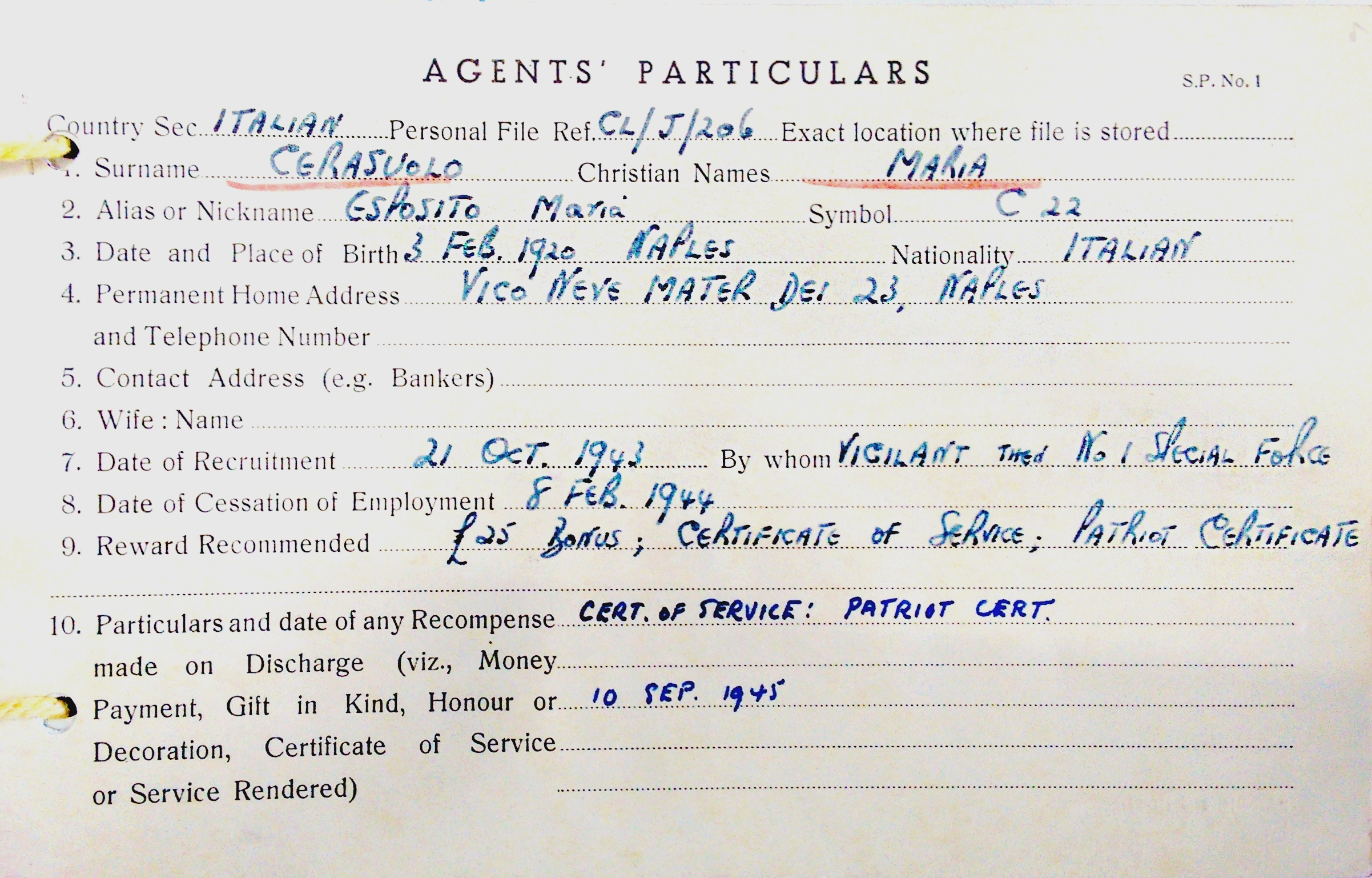
Fascicolo "Agents' Particulars" di Maddalena Cerasuolo nel registro del SOE

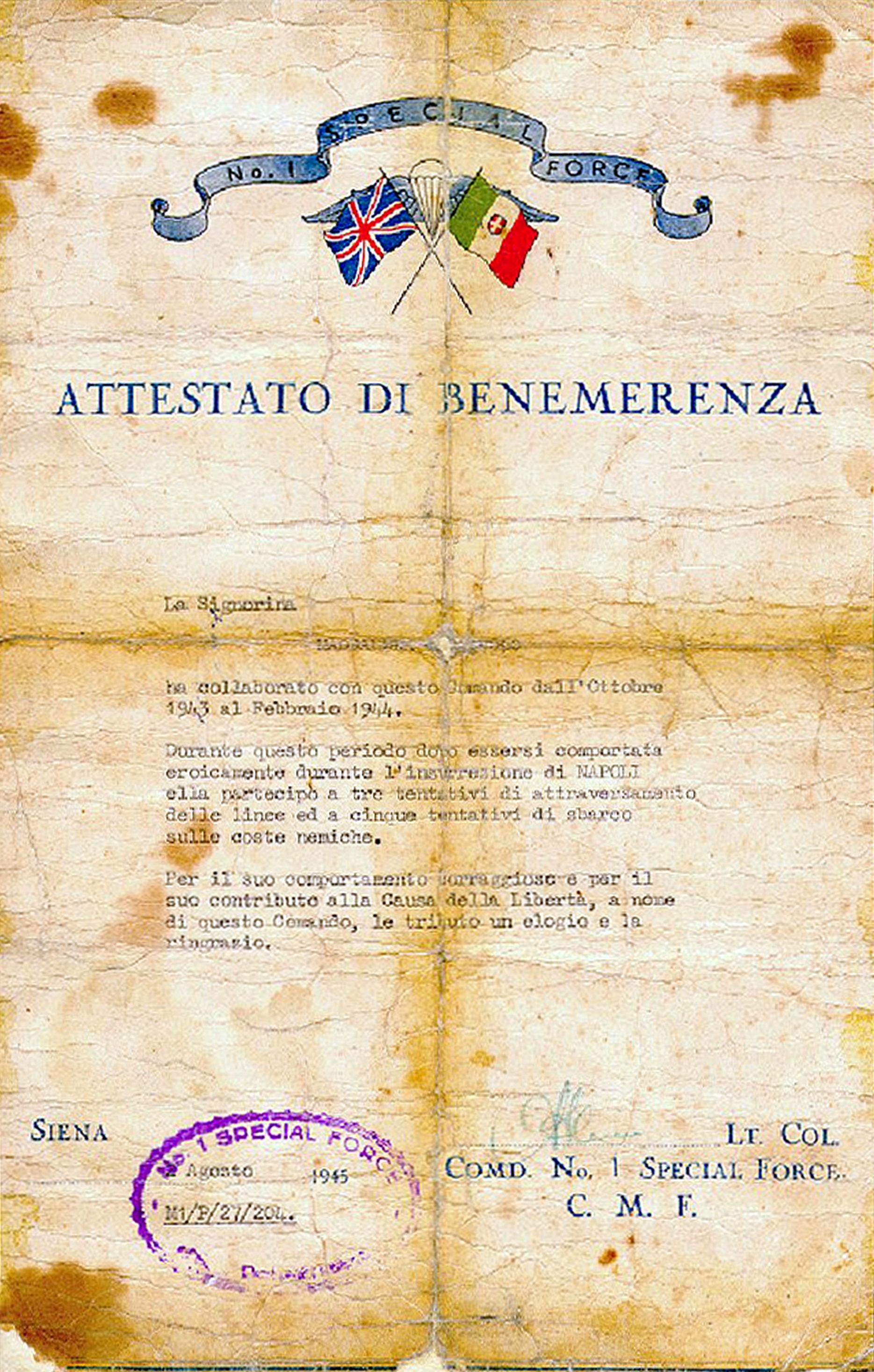
Attestato di Benemerenza No.1 Special Forces

Maddalena Cerasuolo, col nome di battaglia di "Maria Esposito", sigla "C22", operò dal 21 ottobre 1943 all'8 febbraio 1944, con lo Special Operations Executive (SOE), servizi segreti britannici, partecipando, dopo un breve periodo di addestramento nel Castello Mezzatorre a Forio di Ischia, alle missioni "Hillside II" e "Kelvin".

La missione Hillside II consisteva nell'oltrepassare le linee nemiche, ma si concluse con tre tentativi falliti.
La missione Kelvin invece si svolse in uno scenario marittimo, la Cerasuolo raggiunse la Corsica per mezzo di un'imbarcazione motosilurante lì destinata, in modo da poter muoversi da Bastia per raggiungere la Liguria e poter sabotare siti militari qui presenti con uso di munizioni ed esplosivi, come da strategia inglese. Anche questa missione si risolse con un fallimento, a seguito di cinque tentativi che non videro mai uno sbarco, ma anzi Maddalena perse tutti i suoi vestiti che portava con sé, in seguito rimborsati dal SOE.
Sempre tramite il SOE, si paracadutò oltre le linee nemiche quando erano tracciate tra Roma e Montecassino, per raccogliere informazioni fingendosi cameriera dell'artista Anna d'Andria che collaborava con lei organizzando feste in società per carpire informazioni sulla strategia tedesca.

Nella scheda personale dei registri del SOE è registrata come casalinga, non sposata, residente in vico della Neve, 23, Materdei, Napoli presso Carlo Cerasuolo, attiva come agente speciale dal 21 ottobre 1943 all'8 febbraio 1944, nonostante si dichiarasse disposta a continuare oltre, con le seguenti note riguardanti il suo servizio:
(Registro SOE)

### Dopo la guerra
Al termine della guerra, Maddalena si trattiene a Napoli, città a cui si dichiarava molto legata, dove porta avanti la famiglia e le attività della memoria della guerra, comparendo in diverse foto e incontrando diverse personalità, tra cui il presidente Oscar Luigi Scalfaro con cui venne ritratta in una fotografia. È ricordata la sua poesia intitolata La Mitraglietta:
Ma il Ventotto

dello stesso mese

il popolo insorse

contro il massacro e il sopruso,

e c'ero anch'io dietro la barricata,

ragazza piena di amor di patria.

Trovai una mitraglietta

e sparai, sparai, sparai

contro le camionette

e i carri armati...

[...]»
(Maddalena Cerasuolo, estratto da La Mitraglietta)
Dopo la sua morte nel 1999, i figli continuano a portare avanti la memoria delle gesta e dei valori sostenuti della madre.

## Riconoscimenti
La Cerasuolo ebbe diversi riconoscimenti, ricevuti in parte in vita, tra cui la Medaglia di Bronzo al Valor Militare ed altri prestigiosi ringraziamenti personali, nonché a seguito della sua morte, tra cui una dedica toponomastica della città di Napoli.

### Riconoscimenti militari

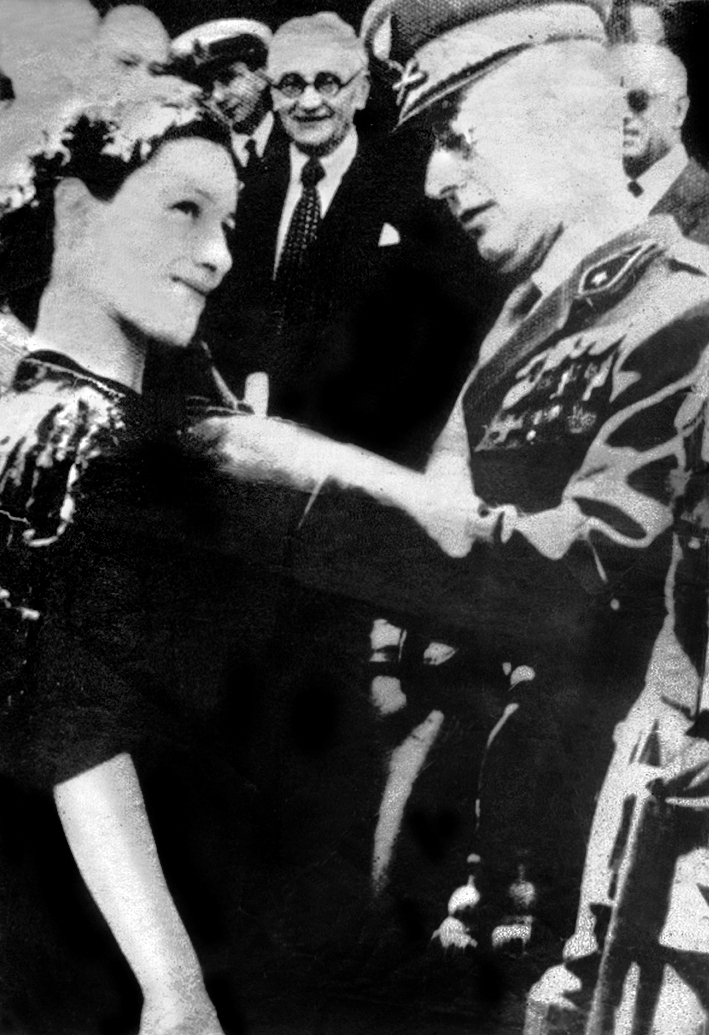
Il momento della decorazione con Medaglia di bronzo al Valor Militare

Il 24 maggio 1946 fu insignita della Medaglia di Bronzo al Valor Militare con la seguente motivazione:
La collaborazione con il SOE le venne riconosciuta, oltre che con compenso economico, anche con il seguente elogio:

### Riconoscimenti civili

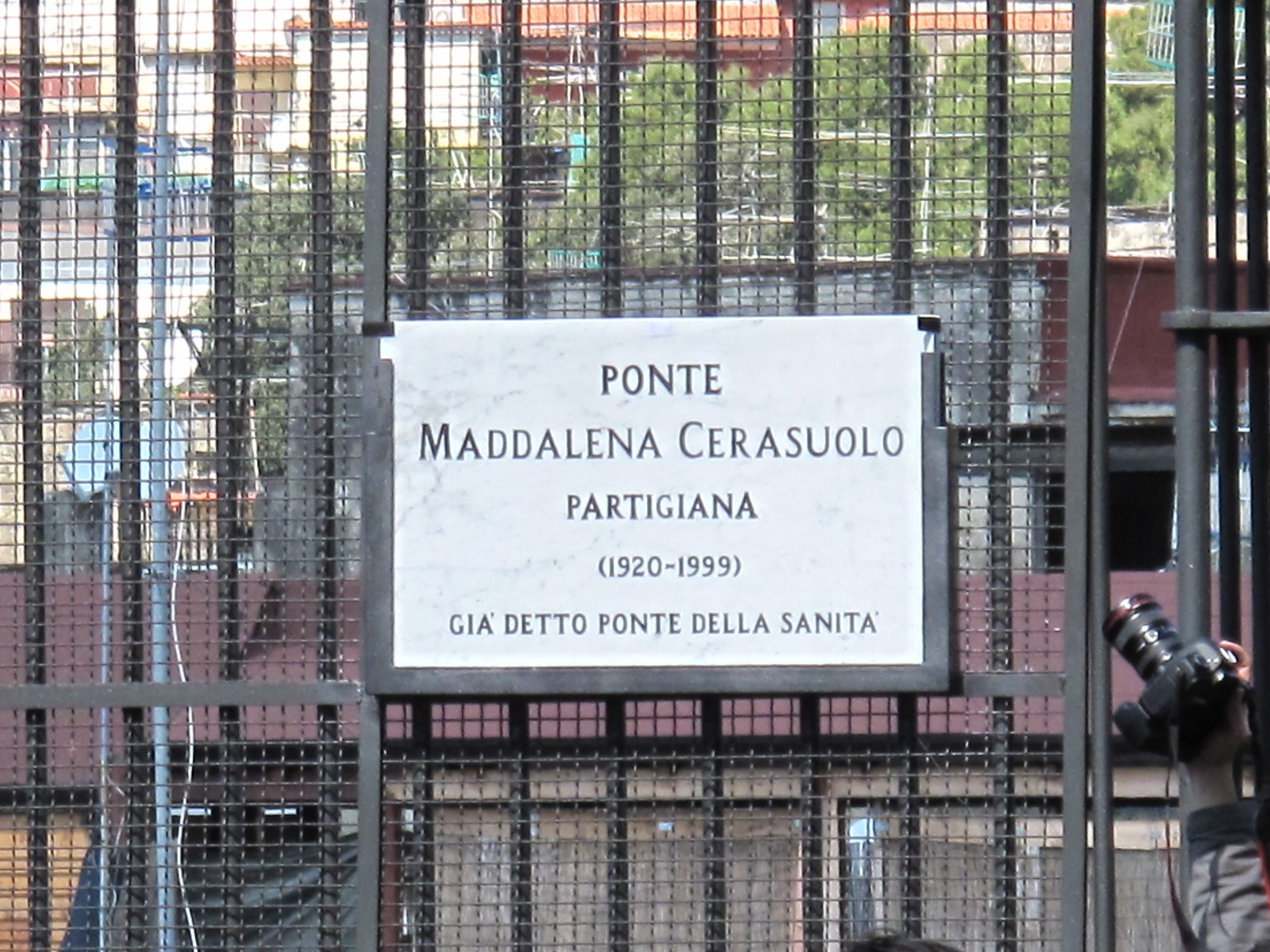
La targa stradale che porta il nuovo toponimo del Ponte della Sanità

A guerra conclusa ricevette un attestato di benemerenza firmato dall'ufficiale H.S. Carruthers di Sua Maestà britannica.
L'anno successivo alla sua morte, il 3 marzo del 2000, l'allora sindaca Rosa Russo Iervolino inaugurò una targa per Maddalena Cerasuolo, posta dal Comune di Napoli e dall’Istituto Campano per la Storia della Resistenza, sulla quale si legge “La straordinaria Lenuccia eroina delle quattro giornate del 1943, in perenne ricordo e ammirazione”.
Con delibera n.63 del 27 gennaio 2011, la giunta comunale di Napoli le ha intitolato il precedentemente detto ponte della Sanità che, sovrastando il rione Sanità, costituisce l'accesso al centro della città. È il risultato dell'impegno corale che ha coinvolto i figli e la sorella di Maddalena, della petizione popolare promossa dal circolo territoriale Stella San Carlo all'Arena del Partito della Rifondazione Comunista, di partiti, movimenti e associazioni come l'A.N.P.I., il Comitato abitanti di Materdei, l'Unione donne italiane, Arcidonna, la Rete della Sanità, l'associazione di quartiere "Via Nova", il Comitato Claudio Miccoli, l'associazione culturale del quartiere Pianura, "Maddalena", a lei dedicata, nonché piccoli commercianti e residenti.
Alla cerimonia commemorativa delle Quattro giornate di Napoli tenutasi al Maschio Angioino a Napoli, il 30 settembre 1994, il Presidente della Repubblica Oscar Luigi Scalfaro partecipò tenendo sotto il braccio Maddalena Cerasuolo.
Le vengono intitolate:
- il 24.04.2023 la Sezione Vasto-Arenaccia dell'ANPI di Napoli,
- il 21.10.2023 il Circolo Avvocata del PD di Napoli[25].

### Nella cultura di massa
Maddalena Cerasuolo è ricordata nella cultura artistica e narrativa della città di Napoli, nonché citata in numerosi testi che riguardano la Resistenza e le Quattro giornate di Napoli, talvolta anche a supporto della tesi che la resistenza partenopea non fu principalmente legata alla spontanea rivolta popolare, come è nozione diffusa, ma fu legata ad una organizzata attività di resistenza locale e collaborazione internazionale.

#### Libri
Nel 2014, la figlia Gaetana le ha dedicato un libro biografico.
Viene citata nel romanzo Il paradiso dei diavoli, di Franco Di Mare del 2013, in Le donne erediteranno la terra e in Possa il mio sangue servire di Aldo Cazzullo, del 2016 e in Il treno dei bambini di Viola Ardone.

#### Film
Alle Quattro Giornate ed in particolare a Maddalena Cerasuolo è dedicato il cortometraggio "Barricate" del regista Alessandro Scippa del 1995.

#### Canzoni
Carlo Faiello ha scritto testi e musica, nel 1995, di una canzone dedicata a Maddalena Cerasuolo, intitolata "Maddalena", interpretata da diversi artisti tra cui:
- Nuova Compagnia di Canto Popolare (1995)[33]
- Lina Sastri (2000)[34]
- Anna Maria Castelli (2010)[35]
- Neapolis in fabula (2011)[36]
- Paola Subrizi Quartet (2018)[37]